# دورو (رود)
رودخانهٔ دوئرو، دورو یا دونرو (به اسپانیایی: Duero) و (به پرتغالی: Douro)، از مهمترین رودخانه‌های شبه‌جزیره ایبری است که از اسپانیا سرچشمه گرفته و پس از عبور از پرتغال به اقیانوس اطلس می‌ریزد.